# Titularbistum Tium
Tium (ital.: Tio) ist ein Titularbistum der römisch-katholischen Kirche. 
Es geht zurück auf einen früheren Bischofssitz in der antiken Stadt Tios (heute Hisarönü), die sich in der spätantiken römischen Provinz Honorias befindet. Das Bistum gehörte der Kirchenprovinz Claudiopolis in Honoriade an.
| Titularbischöfe von Tium |                                                                  |                                                            |                  |                    |
| Nr.                      | Name                                                             | Amt                                                        | von              | bis                |
| 1                        | Philipp Wirich Lorenz Graf von Daun zu Sassenheim und Callenborn | Weihbischof in Passau (Deutschland)                        | 3. Januar 1757   | 20. November 1763  |
| 2                        | Tommaso Struzzieri CP                                            | Koadjutorbischof von Ajaccio (Frankreich)                  | 12. Oktober 1764 | 10. September 1770 |
| 3                        | Antonius Bernardus Gurtler                                       |                                                            | 14. Juni 1773    | 28. Mai 1791       |
| 4                        | Pasquale Sifanni                                                 |                                                            | 27. Februar 1792 | 1798               |
| 5                        | Domenico Ventapane                                               |                                                            | 10. Juni 1798    |                    |
| 6                        | Luigi Martinelli                                                 | Weihbischof in Porto e Santa Rufina (Italien)              | 13. März 1933    | 18. Februar 1946   |
| 7                        | Leo Ferdinand Dworschak                                          | Koadjutorbischof von Rapid City Weihbischof in Fargo (USA) | 22. Juni 1946    | 23. Februar 1960   |
| 8                        | Alfredo Maria Cavagna                                            | Kurienbischof                                              | 31. August 1962  | 30. April 1970     |